# Колпаков Серафим Васильович
Серафим Васильович Колпаков (10 січня 1933, місто Липецьк, тепер Російська Федерація — 15 листопада 2011, місто Москва) — радянський політичний діяч, міністр чорної металургії СРСР (1985—1989) і міністр металургії СРСР (1989—1991). Депутат Верховної Ради СРСР 11-го скликань (у 1987—1989 роках). Член ЦК КПРС у 1986—1991 роках. Доктор технічних наук (1985).

## Біографія
Народився в родині робітника. З 1947 по 1951 рік навчався в Липецькому гірничо-металургійному технікумі РРФСР.
У 1951—1954 роках — бригадир, майстер, технолог, заступник начальника ливарного цеху Ашинського металургійного заводу Челябінської області РРФСР.
У 1954—1957 роках — служба у Військово-морському флоті СРСР: курсант Вищого військово-морського авіаційно-технічного училища імені Молотова, з 1955 року — механік літака, головний старшина, старший механік ескадрильї реактивних торпедоносців «Іл-28» 997-го мінно-торпедного авіаційного полку Балтійського флоту.
Член КПРС з 1956 року.
У 1957—1958 роках — бригадир, майстер, старший майстер, у 1958—1963 роках — начальник плавильного відділення ливарного цеху Липецького тракторного заводу.
У 1963 році без відриву від виробництва закінчив Московський інститут сталі і сплавів, інженер-металург.
У 1963—1964 роках — майстер, у 1964—1966 роках — начальник зміни, помічник начальника цеху, у 1966—1967 роках — заступник начальника конверторного цеху № 1, у 1967—1970 роках — начальник конверторного цеху № 1 Новолипецького металургійного заводу.
У 1970—1978 роках — директор Новолипецького металургійного заводу.
У 1978—1981 роках — заступник міністра чорної металургії СРСР. Одночасно у 1979—1982 роках — начальник Всесоюзного промислового об'єднання металургійних підприємств («Металургпром»).
У 1981 — липні 1985 року — 1-й заступник міністра чорної металургії СРСР.
5 липня 1985 — 27 червня 1989 року — міністр чорної металургії СРСР.
17 липня 1989 — 10 квітня 1991 року — міністр металургії СРСР. Одночасно у 1990—1992 роках — перший віцепрезидент Асоціації «Перспективні матеріали».
З 1991 року — персональний пенсіонер союзного значення у Москві.
У 1991 році обраний першим віцепрезидентом Російської інженерної академії. У 1992 році обраний президентом Міжнародного союзу металургів. У листопаді 2000 року на XI з'їзді Російського союзу промисловців і підприємців (РСПП) обраний до складу Правління Російського союзу промисловців і підприємців (роботодавців). У жовтні 2001 року обраний до складу керуючого комітету Некомерційного партнерства (НП) «Консорціум «Російська сталь»», створеного після підписання договору між НЛМК і НТМК.
Помер 15 листопада 2011 року. Похований на Троєкуровському цвинтарі Москви.

## Нагороди
- орден Жовтневої Революції
- два ордени Трудового Червоного Прапора
- двічі лауреат Державної премії СРСР (1969, 1978)
- лауреат премії імені Бардіна (Російська Федерація, 2001)
- медалі